# Cumberland, Maryland
Cumberland är en stad i den amerikanska delstaten Maryland med en yta av 26,3 km² och en folkmängd, som uppgår till 20 859 invånare (2010). Cumberland är administrativ huvudort i Allegany County, Maryland.
Staden har fått sitt namn efter Prins Vilhelm, hertig av Cumberland. Orten grundades år 1787 och fick stadsrättigheter år 1815.

## Kända personer från Cumberland
- John Glenn Beall, politiker
- George Wellington, politiker